# Alianza Petrolera
El Alianza Petrolera fue un club de fútbol de Barrancabermeja que jugaba en la Categoría Primera A del fútbol profesional colombiano organizado por la División Mayor del Fútbol Colombiano. El club fue fundado el 24 de octubre de 1990 y desapareció el 16 de enero de 2024, dándole paso al Alianza Fútbol Club.
Debutó profesionalmente en la Categoría Primera B en la temporada 1992. En el 2012, luego de vencer al América de Cali, ganó el ascenso para jugar a partir de la temporada 2013 en la Categoría Primera A.
El equipo ejerció su localía en el estadio Daniel Villa Zapata, remodelado en 2015, con capacidad de 10.400 espectadores.
Su desaparición se confirmó a través de un comunicado oficial luego de que el club trasladara sus implementos y jugadores hacia Valledupar donde jugará el nuevo equipo Alianza Fútbol Club.

## Inicios del fútbol profesional en Barrancabermeja
En el año de 1971 entró en acción para aquella temporada el equipo de fútbol Oro Negro, que compitió en la élite del fútbol nacional en representación de Barrancabermeja. Esto debido a los problemas de orden económico que impidieron al Independiente Medellín participar en el fútbol colombiano, el equipo de Antioquia se vio en la obligación de ceder su ficha deportiva, la cual fue adquirida por Oro Negro.
En un comienzo, la llegada del cuadro 'aurinegro' causó pavor, pues nadie quería ir a jugar a una ciudad en donde la temperatura asciende a más de 30 °C a la sombra. Sin embargo, el Oro Negro fue mucho más débil de lo esperado, incluso cuando jugaba sus partidos en calidad de local.
En aquella oportunidad, el conjunto de Barrancabermeja logró nueve victorias y 15 empates en 52 juegos disputados. Además recibió 91 goles, casi el doble de los 57 que hizo, con lo que el cuadro petrolero fue el peor del año 1971 y para el año 1972, Deportivo Independiente Medellín recuperó su ficha y su lugar de privilegio en la Categoría Primera A. La población de Barrancabermeja perdió su equipo y hasta 1990 surgió de nuevo el fútbol en el municipio con la fundación del equipo Alianza Petrolera.

## Historia del Alianza Petrolera
Alianza Petrolera es uno de los equipos colombianos que más historia tiene en la segunda división. Fundado en 1990, constituido el 5 de septiembre, y con reconocimiento deportivo emanado en resolución # 00549 de COLDEPORTES de octubre 24 de ese mismo año. Desde el año 1992 ha jugado en la Categoría Primera B, debutando el 3 de mayo de ese año ante Alianza Llanos en el estadio Manuel Calle Lombana de Villavicencio; los años 1998 a 2004 fueron los más dorados para el equipo barranqueño, estando a punto de ascender a la Primera A, pero el equipo quedó eliminado en los cuadrangulares semifinales.

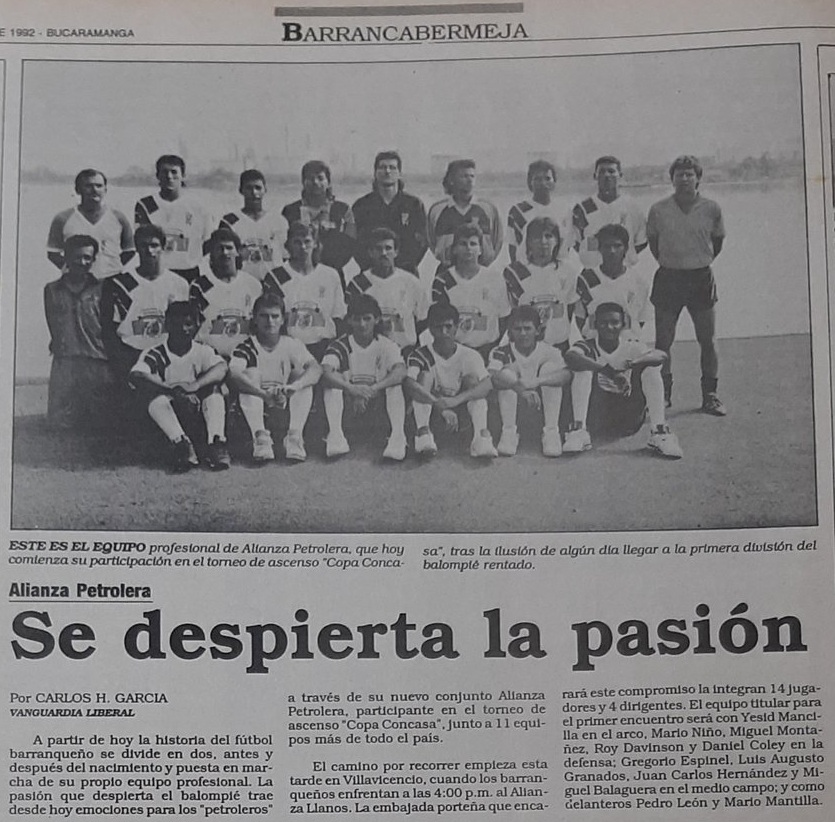
Alianza Petrolera en 1992, equipo profesional de la ciudad de Barrancabermeja

En la temporada 1997 el equipo se salvó de descender a la categoría Primera C o tercera división del Fútbol Profesional Colombiano, el equipo que descendió ese año fue Alianza Llanos de Villavicencio.

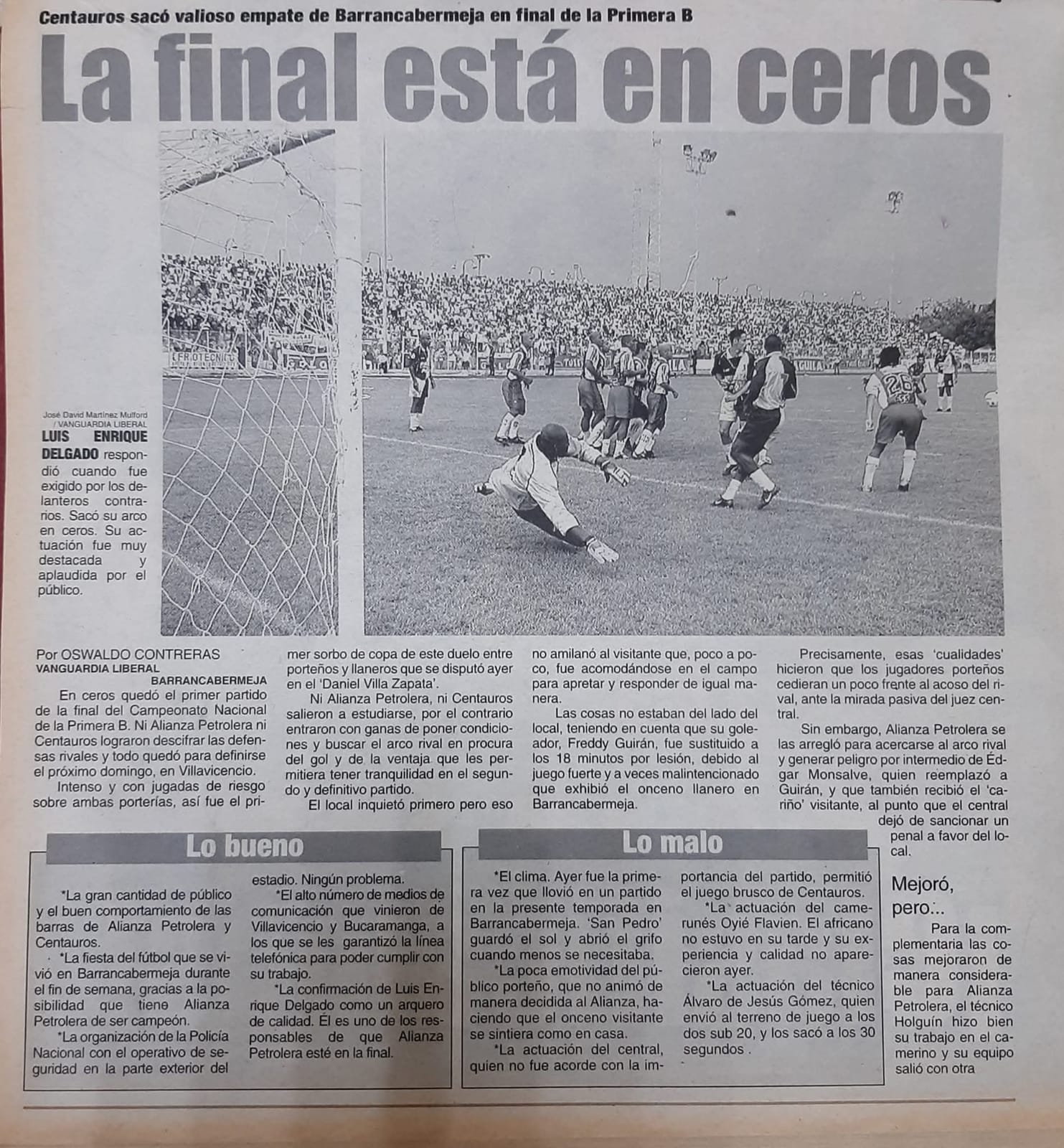
Alianza Petrolera vs Centauros de Villavicencio en la ida de la final en Barrancabermeja

En la temporada 2002 el equipo Alianza Petrolera quedó subcampeón de la categoría Primera B cuando enfrentó al equipo Centauros Villavicencio.
En la temporada 2009, luego de una pésima actuación en el Torneo Apertura con cinco puntos sin una sola victoria, estuvo en duda la participación del equipo para el segundo semestre, debido a la falta de patrocinadores, jugadores e incluso cuerpo técnico. Asimismo, el club ha recibido amenazas por parte de diversos grupos armados fuera de la ley. Por otra parte, se esperaba que el club formalizara una alianza con Millonarios Fútbol Club para poder seguir participando del torneo de ascenso. Al término del segundo semestre, Alianza fue último de su grupo en la tabla general del año. Para comienzos del año 2011, debido a sus dificultades financieras, firma un convenio de cooperación con Atlético Nacional, donde el equipo verdolaga se compromete a prestar jugadores pagados de su nómina y provenientes de su cantera para que jueguen con el equipo aurinegro; además, se comprometen a pagarles el sueldo al cuerpo técnico (entrenador y asistentes técnicos) del Alianza Petrolera. Gracias a ello, ese año logró una aceptable presentación al clasificar en el segundo semestre a los cuartos de final del torneo de la Primera B, siendo eliminados por el Deportivo Rionegro.

### 2012: año del ascenso
Para el segundo semestre del año 2012, manteniendo el convenio con Atlético Nacional, clasifica al octogonal final del Torneo Finalización, donde termina primero en el grupo B con 15 puntos y disputó la final a doble partido contra Deportivo Rionegro (el mismo equipo que lo eliminara el año inmediatamente anterior), ganador del grupo A. El 22 de noviembre de 2012, Alianza Petrolera gana el partido de ida en el Estadio Alberto Grisales de Rionegro con marcador de 1-0. Tres días después, el 25 de noviembre, el equipo se consagra campeón del Torneo Finalización, al ganar el partido de vuelta en el Estadio Polideportivo Sur de Envigado (Antioquia) con un marcador de 3-1 y un global de 4-1. Así, el equipo accede a la Gran Final, donde se enfrentaría al América de Cali por el título de la Primera B y el ascenso directo a la Categoría Primera A.
El partido por el ascenso directo, disputado en el Polideportivo Sur de Envigado, finalizó 2-1 a favor de Alianza, otorgándole una ligera ventaja al equipo barranqueño para el partido de vuelta disputado en la ciudad de Cali. Tras finalizar 1-0 a favor del equipo local, se definió la serie mediante lanzamientos desde los 11 pasos. Finalmente, Alianza Petrolera derrotó al América de Cali, ganó el título de la Primera B y se convirtió en el nuevo equipo de la Primera División del Fútbol Colombiano.

### Debut en la Primera División
Para el año 2013 se refuerza el convenio con el equipo verdolaga y el dueño del Atlético Nacional, Carlos Ardila Lülle, realizó un aporte económico para la ampliación del estadio Álvaro Gómez Hurtado de la ciudad de Floridablanca (Santander), donde el Alianza jugaría sus partidos de local en el Torneo Finalización 2013 mientras se realiza la remodelación del estadio Daniel Villa Zapata en Barrancabermeja, ciudad de origen del equipo aurinegro. En la segunda fecha del torneo Apertura 2013, Alianza Petrolera hace historia al lograr su primera victoria en primera división al ganarle 0-1 a La Equidad en condición de visitante con gol de Dairon Asprilla. En este torneo jugó sus partidos de local en el estadio Santiago de las Atalayas en la ciudad de Yopal, departamento del Casanare. En la Copa Colombia logró una hazaña histórica al llegar a las semifinales del torneo, cayendo en esta instancia ante Atlético Nacional. (el mismo equipo con el cual tenía el convenio) En la liga no fue un buen año en materia de resultados: no clasificó a cuadrangulares y hasta faltando dos (2) fechas para terminar la fase Todos contra Todos del Torneo Finalización pudo salvarse del descenso directo y de jugar la serie de promoción. 
En el 2014 acaba el convenio con su benefactor, por lo que su desempeño en el torneo no fue óptimo. En el primer semestre tras 9 fechas disputadas el equipo 'aurinegro' sólo consiguió 5 puntos, siendo uno de los coleros del campeonato. Sin embargo, el conjunto barranqueño tuvo una gran recuperación desde la fecha 10 hasta la penúltima fecha, consiguiendo una racha de siete triunfos y un empate, consiguiendo un total de 27 unidades, dejando de esta forma la posibilidad de clasificar a los cuadrangulares finales oficiando de local en el último encuentro. No obstante la 'máquina amarilla' perdió 0-2 con el Envigado F. C., con dos goles del jugador Michael Rangel. Esto generó un empate de 27 puntos entre el conjunto aliancista y La Equidad, siendo este último el clasificado por tener mejor diferencia de gol, conllevando al noveno puesto y la eliminación del conjunto santandereano.
El segundo semestre también fue agridulce para Alianza Petrolera, a pesar de obtener grandes resultados frente a equipos 'grandes', el conjunto 'aurinegro' logró 27 unidades consiguiendo el noveno puesto en la tabla, al igual que el semestre anterior, y siendo nuevamente eliminado por diferencia de goles.
Para la temporada 2015, el Alianza Petrolera regresa a Barrancabermeja y al estadio Daniel Villa Zapata, después de 4 años de su reconstrucción. 
Para la Liga Águila 2015-II haría su mejor actuación con un gran inicio de temporada siendo el puntero de la tabla de posiciones durante medio campeonato, siendo superado en puntos por Atlético Nacional y Atlético Junior. Ya en instancias finales Alianza Petrolera bajó su nivel ubicándose en la sexta posición con un total de 33 puntos, logrando por primera vez en su historia la clasificación a las semifinales de la Liga Águila donde se encontraría con el Deportivo Independiente Medellín, sufriendo una humillante derrota en el marcador global de 6-0. El partido de ida se realizó en Barrancabermeja, donde el Independiente Medellín se impuso con un 0-2 pudiendo aumentar su cuenta con un penal que el juez pita a favor de los visitantes, pero que al ser inexistente el cobrador del Independiente Medellín se lo lanza a los pies del portero. Ya en el segundo partido de la llave, jugado en Medellín, el Alianza Petrolera busca por todos los medios la victoria pero no lo lograrían debido a la brillante intervención del portero del Independiente Medellín, David González. Alianza Petrolera terminaría cayendo con un marcador de 4-0, despidiéndose así de la Liga Águila 2015-II.
En el Torneo Finalización 2019 volvería a clasificar a fases finales, siendo la gran revelación de este torneo, ya que empezaba último en la tabla del descenso. Alianza Petrolera duró 8 fechas líder del fútbol colombiano y, aunque al final del torneo bajó un poco su nivel, logró clasificarse séptimo con 32 puntos. Ya en los cuadrangulares ganó su primer partido contra el Deportivo Cali 3-2 haciendo historia al ganar su primer partido de fases finales. Al finalizar los cuadrangulares terminó último de su grupo.

### Década de 2020
El club empezó un declive en el Torneo 2020, terminando en el puesto 15, para luego, en el Torneo Apertura 2021 ser último sin ganar ningún partido y solo logrando 6 puntos. A mediados de 2021 asume la dirección técnica Hubert Bodhert, con el objetivo de mejorar la situación en el promedio y evitar el descenso a la segunda categoría. Clasificó a los cuadrangulares semifinales del Torneo Finalización 2021, volviendo a esta instancia luego de 2 años. Para el 2022 el equipo 'petrolero' entraba comprometido con el promedio en la tabla del descenso, por lo que debía sumar para alejarse de los últimos puestos. En el Torneo Apertura, Alianza Petrolera terminó en el 9° lugar, quedando sin opciones de clasificar a los cuadrangulares por diferencia de gol ante Atlético Bucaramanga, en el Torneo Finalización no mejoraría mucho y terminaría en el puesto 17. Sin embargo, Alianza Petrolera se mantuvo en la primera categoría, superando en el promedio a Cortuluá y Patriotas, equipos que al final perderían la categoría y a Unión Magdalena.
A pesar de haber mantenido la categoría en 2022, para 2023 Alianza Petrolera iniciaba en el puesto 18 de la tabla del descenso, por lo que el conjunto 'aurinegro' debía seguir sumando puntos en el promedio. En el Torneo Apertura, Alianza Petrolera se clasificó a los cuadrangulares semifinales, ubicándose en el sexto puesto con 30 puntos; sería ubicado en el Grupo A junto Águilas Doradas, Atlético Nacional y Deportivo Pasto. En esta fase tuvo su mejor desempeño desde que debutó en la primera división en 2013, estando en el primer lugar del grupo en gran parte de las 6 jornadas disputadas. Llegaba con la opción más clara de llegar a la final, estando a solo una victoria de local frente a Atlético Nacional en la penúltima fecha; sin embargo no pasó del empate sin goles, por lo que llegaba a la última fecha igualado en puntos con el equipo antioqueño y con mejor diferencia de gol. Alianza Petrolera debía ganarle a Águilas Doradas para conseguir el pase a la gran final para no depender del resultado del partido entre Atlético Nacional y Deportivo Pasto, tras una definición infartante de la última jornada, el equipo 'aurinegro' estaba a pocos minutos de conseguir su primera final, esto tras empatar en los últimos del encuentro ante Águilas Doradas, sin embargo el triunfo agónico de Atlético Nacional ante Deportivo Pasto impidió la posibilidad de llegar a la final al equipo 'petrolero', terminando como segundo del grupo. Después de finalizada la participación de Alianza Petrolera en el primer semestre, Hubert Bodhert renunció a la dirección técnica del equipo, finalizando una etapa de 2 años y dejando a los 'petroleros' parcialmente por fuera de la zona de descenso para el segundo semestre. Luego de la renuncia de Bodhert, el 25 de junio de 2023, fue confirmado César Torres como nuevo entrenador del equipo.

### Temporada 2023 y desaparición
En 2023 fue la mejor temporada en la historia de Alianza Petrolera, logrando la clasificación para la Copa Sudamericana 2024. Posteriormente, el 16 de enero de 2024 se confirma la desaparición de Alianza Petrolera y sus colores, debido a que el propietario de la ficha Carlos Ferreira decidió trasladarla a Valledupar, cambiando su nombre a Alianza Futbol Club.

## Datos del club
- Puesto histórico: 26.º
- Temporadas en 1.ª: 16 (2013-2023).
- Mejor Puesto: 6.º (2015-II) (2023-l).
- Peor Puesto: 19.º (2021-I).[58][59][60]
- Mejores goleadas a favor:
- En Primera División:
- 4-0 a Jaguares, el 18 de marzo de 2018.[61][62]
- 4-1 al Once Caldas, el 6 de mayo de 2018.[63][64]
- 4-2 a Deportivo Pasto, el 16 de agosto de 2017.[65][66]
- 4-2 a Deportes Tolima, el 5 de agosto de 2018.[67][68]
- 3-1 al Boyacá Chicó, el 17 de abril de 2013.[69]
- 1-3 a Jaguares, el 24 de febrero de 2020.[70][71]
- Peores goleadas en contra:
- En Primera División:
- 6-1 con Millonarios, el 15 de noviembre de 2020.[72][73][74]
- 0-5 con Deportes Tolima el 25 de febrero de 2021.[75]
- 5-0 con Atlético Nacional el 2 de marzo de 2021.[76]
- 1-5 con Atlético Nacional, el 11 de marzo de 2017.[77]
- 5-1 con Atlético Nacional, el 6 de febrero de 2014.[78]
- 4-0 con Independiente Santa Fe, el 11 de agosto de 2018.[79]
- 3-6 con Atlético Bucaramanga,  el 21 de marzo de 2016.[80][81]
- Temporadas en 2.ª: 22 (1992-2012).
- Mejor Puesto: 1.º (2012).
- Peor Puesto: 18.º (2009).
- Mejor Resultado:
- 1 de agosto de 2010; Alianza Petrolera 6-1 Depor F.C.,en el Estadio Daniel Villa Zapata.[82]
- 19 de septiembre del 2010; Alianza Petrolera 4-2 Centauros Villavicencio, en el Estadio Daniel Villa Zapata.[83][84]
- 29 de octubre del 2012; América de Cali 1-4 Alianza Petrolera, en el Estadio Olímpico Pascual Guerrero.[85][86]
- Peor Resultado:
- 17 de septiembre del 2005; Patriotas Boyacá 9-0 Alianza Petrolera, en el Estadio La Independencia de Tunja.[87]
- 5 de mayo de 2007; Envigado F.C. 7-0 Alianza Petrolera, en el Estadio Polideportivo Sur.[88]
- 20 de marzo de 2010; Academia 5-0 Alianza Petrolera, en el Estadio Compensar.[89][90][91]
- 15 de abril de 2007;  Alianza Petrolera 0-5 Barranquilla F.C., en el Estadio Daniel Villa Zapata.[92]
- 8 de julio de 2009; Alianza Petrolera 2-6 Centauros Villavicencio, en el Estadio Daniel Villa Zapata[93]

### Participación internacional
| Copa Internacional | Edición | Fase        |
| ------------------ | ------- | ----------- |
| Copa Sudamericana  | 2024    | Clasificado |

## Indumentaria
| Período   | Proveedor         |
| --------- | ----------------- |
| 2014      | Veralima          |
| 2015      | Germany           |
| 2016      | Kelme             |
| 2017-2018 | FSS               |
| 2019-2021 | Attle Soccer Wear |
| 2022-2023 | PIN-GO Sport Wear |

## Evolución uniforme

### Uniforme local
| 2011 | 2013-I | 2013-II | 2014 | 2015 | 2016 | 2017 | 2018 |

| 2019 | 2020 | 2021 | 2022-I | 2022-II | 2023-I | 2023-II |

### Uniforme visita
| 2014 | 2015 | 2016 | 2017 | 2018 | 2019 | 2020 | 2021 |

| 2022-I | 2022-II | 2023-I | 2023-II |

### Tercer uniforme
| 2016 | 2017 | 2019 | 2020 | 2021 | 2022-I | 2023-II |

## Escudo
El escudo histórico de Alianza Petrolera tuvo las iniciales del club con las letras A y P sobre un campo amarillo y en el centro en un campo negro una torre petrolera, en referencia a Barrancabermeja y la cercanía del Estadio Daniel Villa Zapata a la refinería de la ciudad.
En julio de 2023, Alianza Petrolera dio a conocer su nuevo escudo con forma redonda de borde amarillo con el nombre Alianza Petrolera F.C., en la parte inferior el año de fundación (1990) y en el centro una referencia al escudo anterior de color negro con una torre petrolera minimalista.

## Estadio
El Estadio Daniel Villa Zapata, inaugurado en 1960, ha sido la sede tradicional del Alianza Petrolera durante casi todas las temporadas que jugó en la Primera B. Sin embargo, debido a las obras de demolición y reconstrucción que comenzaron en julio de 2012, el equipo tuvo que irse de Barrancabermeja. Fue así como el Alianza tuvo que ejercer su localía inicial en la ciudad de Floridablanca (Santander), y en los municipios antioqueños de Guarne y Envigado en la temporada que se coronó campeón del Finalización B 2012 y posteriormente campeón de la Primera B. Para el torneo Apertura 2013 de la Primera División jugó como local en el estadio Santiago de las Atalayas de la ciudad de Yopal (Casanare).
El equipo jugó también en el Estadio Álvaro Gómez Hurtado en Floridablanca, después de haber sido reformado con aportes del empresario de la región Carlos Ardila Lulle, a su vez propietario del Atlético Nacional, equipo con el cual Alianza Petrolera mantenía un convenio de cooperación y de esta manera el escenario se hace apto para jugar partidos de carácter profesional construyendo y mejorando los palcos de prensa, gramilla de juego y camerinos de jugadores y árbitros. Además se construyeron tribunas en las zonas Norte y Sur del estadio ampliando su capacidad de 5000 a 12 000 espectadores. Esto mientras se culminaba la remodelación del Estadio Daniel Villa Zapata de Barrancabermeja, que fue entregado el 26 de abril de 2015 aproximadamente con una capacidad de 11 600 espectadores en las tribunas para entrar en funcionamiento a partir del Segundo Semestre del 2015.

## Organigrama deportivo

### Última plantilla 2023-II
- Los equipos colombianos están limitados a tener en la plantilla un máximo de cuatro jugadores extranjeros. La lista incluye sólo la principal nacionalidad o nacionalidad deportiva de cada jugador.
- Para la temporada 2022 la Dimayor autorizó la inscripción de treinta (30) jugadores a los clubes,[97] de los cuales cinco (5) deben ser categoría Sub-23.[98]
- Los jugadores de categoría sub-20 no son tenidos en cuenta en el conteo de los 35 inscritos ante Dimayor.

### Jugadores cedidos
Jugadores que son propiedad del equipo y son prestados para actuar con otro conjunto, algunos con opción de compra.
| Cesiones               | Cesiones       | Cesiones       | Cesiones      |
| Jugador                | Posición       | Cedido a       | Hasta         |
| ---------------------- | -------------- | -------------- | ------------- |
| Ricardo Jerez          | Guardameta     | Municipal      | Junio de 2022 |
| Juan Sebastián Serrano | Guardameta     | Real Santander | Junio de 2022 |
| Samuel David Rivera    | Centrocampista | Real Santander | Junio de 2022 |

### Jugadores cedidos en el club
Jugadores que son propiedad de otro equipo y están prestados en el club, algunos con opción de compra.
| Cedidos | Cedidos  | Cedidos      | Cedidos |
| Jugador | Posición | Cedido desde | Hasta   |
| ------- | -------- | ------------ | ------- |

### Jugadores en selecciones nacionales
Nota: en negrita jugadores parte de la última convocatoria en sus respectivas selecciones.
| País     | Categoría | Jugador(es)      |
| -------- | --------- | ---------------- |
| Colombia | Absoluta  | José Luis Chunga |
| Colombia | Sub-20    | Brayan Gil       |

## Jugadores

### Más partidos disputados
| N.º | Nombre                  | Partidos jugados | Temporada             | Nacionalidad |
| --- | ----------------------- | ---------------- | --------------------- | ------------ |
| 1.º | Ricardo Jerez           | 268              | 2013-2017 / 2018-2021 | Guatemalteco |
| 2.º | David Valencia          | 226              | 2011-2015 / 2017-2020 | Colombiano   |
| 3.º | Luciano Ospina          | 181              | 2017 - presente       | Colombiano   |
| 5.º | César Arias             | 164              | 2006-2008 / 2017-2020 | Colombiano   |
| 5.º | Rafael Carrascal        | 152              | 2012-2015             | Colombiano   |
| 6.º | Juan Guillermo Arboleda | 149              | 2012-2016             | Colombiano   |
| 7.º | Jorge Henríquez         | 102              | 2009-2014             | Colombiano   |
| 8.º | Ricardo Peñaloza        | 100              | 2007-2011             | Colombiano   |

### Top 10 goleadores históricos
| N.º  | Nombre             | Goles en Primera A | Goles en Primera B | Goles en Copa Colombia | Total goles |
| ---- | ------------------ | ------------------ | ------------------ | ---------------------- | ----------- |
| 1.º  | César Arias        | 31                 | 22                 | 3                      | 46          |
| 2.º  | Sergio Herrera     | 0                  | 25                 | 0                      | 25          |
| 3.º  | Dairon Asprilla    | 11                 | 11                 | 3                      | 25          |
| 4.º  | Michael Rangel     | 9                  | 6                  | 4                      | 19          |
| 5.º  | Freddy Guirán      | 0                  | 17                 | 0                      | 17          |
| 6.º  | Ayron del Valle    | 15                 | 0                  | 1                      | 16          |
| 7.º  | Andrés Rentería    | 0                  | 15                 | 0                      | 15          |
| 8.º  | Cristian Palomeque | 5                  | 7                  | 2                      | 14          |
| 9.º  | Yeison Devoz       | 0                  | 13                 | 1                      | 14          |
| 10.º | Sergio Romero      | 12                 | 0                  | 1                      | 13          |

### Botines de oro
| Año     | Torneo    | Goleador        | Goles |
| ------- | --------- | --------------- | ----- |
| 2002    | Primera B | Freddy Guirán   | 17    |
| 2003    | Primera B | Sergio Herrera  | 25    |
| 2012-ll | Primera B | Andrés Rentería | 15    |

### Jugadores extranjeros
- En la siguiente lista se muestran los 27 futbolistas extranjeros que han militado en Alianza Petrolera:

| Nacionalidad | N.º | Jugadores                                                                                      |
| ------------ | --- | ---------------------------------------------------------------------------------------------- |
| Argentina    | 5   | Mateo Acosta, Miguel Alba, Mauro Bustamante, Pablo Vranjicán, Luciano Guaycochea y Pablo Bueno |
| Camerún      | 4   | Oyié Flavié, Jules Eric Ntamak, Ernest Tchoupe y Thierry Fidjeu                                |
| Paraguay     | 4   | Luis Espinola, Ever Benítez, Arnaldo Pereira y Diego Barreto                                   |
| México       | 3   | Jesús Soto, Abraham Stringel y Liborio Sánchez                                                 |
| Uruguay      | 3   | Gerardo Vonder Putten, Mateo Figoli y Maxi Pérez                                               |
| Venezuela    | 3   | Wilmer Beltre, Carlos Cermeño y Jhonny Monsalve                                                |
| Panamá       | 2   | Nelson Barahona y Romeesh Ivey                                                                 |
| Brasil       | 1   | Marco Morgon                                                                                   |
| Guatemala    | 1   | Ricardo Jerez                                                                                  |

## Entrenadores

### Dirección técnica actual
Cuerpo técnico del Alianza Petrolera en la temporada 2023.
| Dirección técnica actual | Dirección técnica actual | Dirección técnica actual | Dirección técnica actual |
| ------------------------ | ------------------------ | ------------------------ | ------------------------ |
| Entrenador:              | César Torres             | Presidente:              | Carlos Orlando Ferreira  |
| Scouting:                | Neys Nieto               | Preparador Físico:       | Christian Juliao         |
| Gerente deportivo:       | Jorge Corzo              | Médico:                  | Jaime Pinzón             |

### Listado de todos los tiempos
| Nacionalidad         | Nombre               | Tiempo en el cargo |
| -------------------- | -------------------- | ------------------ |
| Bandera de Colombia  | Norberto Peluffo     | (1992)             |
| Bandera de Colombia  | Norberto Molina      | (1993)             |
| Bandera de Colombia  | Justo Lopera         | (1993)             |
| Bandera de Colombia  | Hugo Márquez         | (1994)             |
| Bandera de Colombia  | Pedro Vásquez        | (1995)             |
| Bandera de Colombia  | Juan Eugenio Jiménez | (1996)             |
| Bandera de Colombia  | Víctor Espinoza      | (1997)             |
| Bandera de Colombia  | José de Jesús Vega   | (1998)             |
| Bandera de Colombia  | José Suárez          | (1999)             |
| Bandera de Colombia  | Fernando Valderrama  | (2000-2001)        |
| Bandera de Colombia  | Adolfo León Holguín  | (2002)             |
| Bandera de Colombia  | Alexis Mendoza       | (2003)             |
| Bandera de Colombia  | Juan Carlos Bedoya   | (2004)             |
| Bandera de Colombia  | Adolfo León Holguín  | (2005)             |
| Bandera de Colombia  | Felipe Merino        | (2006)             |
| Bandera de Colombia  | Adolfo León Holguín  | (2006)             |
| Bandera de Argentina | Jorge Ramoa          | (2007)             |
| Bandera de Colombia  | Didier Luna          | (2008)             |
| Bandera de Colombia  | Oscar Upegui         | (2008)             |
| Bandera de Colombia  | Carlos Estrada       | (2009)             |
| Bandera de Colombia  | Henry Barón          | (2010)             |
| Bandera de Colombia  | Héctor Estrada       | (2011-2013)        |
| Bandera de Colombia  | Guillermo Berrío     | (2013)             |
| Bandera de Colombia  | Adolfo León Holguín  | (2014)             |
| Bandera de Colombia  | Oscar Upegui         | (2015-2016)        |
| Bandera de Colombia  | Edgar Moreno         | (2016)             |
| Bandera de Colombia  | Jorge Luis Bernal    | (2016-2017)        |
| Bandera de Argentina | Juan Cruz Real       | (2017-2018)        |
| Bandera de Colombia  | César Torres         | (2018-2020)        |
| Bandera de Colombia  | Wilson Gutiérrez     | (2021)             |
| Bandera de Colombia  | Hubert Bodhert       | (2021-2023)        |
| Bandera de Colombia  | César Torres         | (2023)             |

## Palmarés

### Torneos nacionales
| Competición nacional | Competición nacional | Títulos | Subcampeonatos |
| -------------------- | -------------------- | ------- | -------------- |
|                      |                      |         |                |
| Categoría Primera B  | 1                    | 2012.   | 2002. (1)      |

### Otros torneos nacionales
- Ganador del Torneo Finalización de la Primera B (1): 2012.